# Léo Walter
Pour les articles homonymes, voir Walter.
Léo Walter, né le 14 avril 1972 à Amiens (Somme), est un enseignant et homme politique français. Membre de La France insoumise (LFI), il est élu député dans la deuxième circonscription des Alpes-de-Haute-Provence lors des élections législatives de 2022, sous la bannière de la NUPES.
Reconduit par LFI, sous la bannière du NFP, lors des élections législatives anticipées de 2024, il échoue à se faire réélire face à Sophie Vaginay-Ricourt, membre des Républicains et soutenue par le Rassemblement national. Il annonce avoir perdu de seulement 800 voix environ au second tour.

## Situation personnelle

### Vie privée
Marié et père de trois enfants, il réside à Niozelles. Il est issu d'une famille de pieds-noirs qui est restée après l'indépendance de l'Algérie.
Il est enseignant et directeur d’école. Après avoir travaillé sept ans dans des établissements des quartiers nord de Marseille, il déménage dans les Alpes-de-Haute-Provence, où il est directeur de l’école de Revest-du-Bion, laquelle comprend deux classes, une primaire dont il s’occupe et une maternelle. Il est syndiqué à la FSU-SNUipp.
Il est le frère de la journaliste Emmanuelle Walter, ancienne rédactrice en chef du site web Arrêt sur Images et de l'émission Le dessous des images sur Arte.

## Carrière

### Parcours politique

#### Début en politique
En 1986, alors qu'il n'a que 14 ans, Léo Walter participe aux manifestations contre le projet de loi Devaquet. Proche de la Confédération nationale du travail (CNT) et de la Fédération anarchiste (FA) dans sa jeunesse, il s'engage très tôt dans le combat militant, luttant contre le racisme, défendant les étrangers en situation irrégulière, se mobilisant pour les urgences ou contre les fermetures de classes dans son département des Alpes-de-Haute-Provence.

#### Ralliement à Jean-Luc Mélenchon
En dépit de son militantisme, il reste éloigné de la « politique partisane » jusqu'en 2010, année où il décide d'adhérer au Parti de gauche (PG) fondé par Jean-Luc Mélenchon.
En 2014, il se porte candidat aux élections municipales dans son village de Niozelles et est élu conseiller municipal. Il est réélu en 2020.
En 2015, il se présente aux élections départementales puis régionales sous les couleurs du Front de gauche mais échoue dans les deux cas à se faire élire.

#### Candidat aux législatives
Désigné candidat de La France insoumise aux élections législatives de 2017 dès le mois de février, il mène une campagne très active et parvient à franchir le cap du premier tour le 12 juin. Le 19 juin, il est éliminé au second tour non sans avoir réduit l'écart le séparant de son adversaire Christophe Castaner (de 27,49 pts à 23,14 pts).
Référent départemental de la France insoumise, il est impliqué dans diverses luttes : « défense du service public de La Poste, maintien des urgences, [...] soutien aux migrants, contre la réforme des retraites ou le passe sanitaire ».

#### Députation
Les deux hommes s'affrontent à nouveau dans la 2e circonscription des Alpes-de-Haute-Provence lors des élections législatives de 2022. Comme en 2017, Christophe Castaner arrive en tête du premier tour mais avec une avance beaucoup plus courte qu'auparavant (0,86 pts contre 27,49 pts). Public Sénat rapporte des propos de Louis Aliot du Rassemblement national, insistant sur la figure polémique que représente le député sortant : « Je pense que des électeurs RN dans [la] circonscription vont réfléchir à deux fois et, peut-être, en se bouchant le nez, iront voter contre [Christophe Castaner] ».
Finalement, au second tour, les rôles s'inversent par rapport à 2017 : Christophe Castaner est battu et Léo Walter élu député. Commentant sa victoire et, par la même occasion, la défaite de son adversaire, il se montre critique à l'égard du bilan de ce dernier, l'accusant d'avoir « mené des politiques autoritaires » en tant que ministre de l'Intérieur de 2018 à 2020.
Après les élections européennes de 2024, et la victoire en France du Rassemblement national, le président Emmanuel Macron annonce la dissolution de l'Assemblée nationale. Ainsi, de nouvelles élections législatives ont lieu et Walter est candidat à sa réélection. Après une campagne active, il se qualifie au second tour derrière la candidate RAD Sophie Vaginay-Ricourt, maire de Barcelonnette, face à laquelle il échoue finalement en obtenant 49,03 % des voix.

## Résultats électoraux

### Élections législatives
| Année | Parti  | Parti | Circonscription                | 1er tour | 1er tour | 1er tour | 2d tour | 2d tour | 2d tour | Issue |
| Année | Parti  | Parti | Circonscription                | Voix     | %        | Rang     | Voix    | %       | Rang    | Issue |
| ----- | ------ | ----- | ------------------------------ | -------- | -------- | -------- | ------- | ------- | ------- | ----- |
| 2017  |        | LFI   | 2e des Alpes-de-Haute-Provence | 5 622    | 16,55    | 2e       | 10 244  | 38,43   | 2e      | Battu |
| 2022  | 9 940  | LFI   | 2e des Alpes-de-Haute-Provence | 29,30    | 16 063   | 2e       | 51,49   | 1er     | Élu     |       |
| 2024  | 14 774 | LFI   | 2e des Alpes-de-Haute-Provence | 32,99    | 20 834   | 2e       | 49,03   | 2e      | Battu   |       |